# Devonte Campbell
Devonte Antonio Campbell (ur. 25 października 2003) – jamajski piłkarz występujący na pozycji skrzydłowego, reprezentant Jamajki, od 2021 roku zawodnik Mount Pleasant.